# L'isola dei dinosauri
L'isola dei dinosauri (Dinosaur Island) è un film d'animazione del 2002 per la regia di Will Meugniot, distribuito dalla DIC Entertainment direttamente per l'home video.
È un libero adattamento del romanzo di sir Arthur Conan Doyle Il mondo perduto.
È caratterizzato dall'essere l'unico adattamento a disegni animati del romanzo e dal format in stile reality show.

## Trama
Quattro adolescenti, Alex Chang, Leo Bryant, Jackie Rodriguez e Margaret Tim, partecipano ad un programma televisivo simile a Survivor. Il loro aereo viene abbattuto da una tempesta elettromagnetica e precipita su un'isola. L'isola è abitata da dinosauri, tra cui lo Stegosaurus, il  Triceratops, il Velociraptor, il Tyrannosaurus rex e da pterosauri.
L'isola è abitata anche dagli Homo habilis che mettono i ragazzi in difficoltà. I quattro adolescenti cercheranno di fuggire dall'isola.